# Kokichi Kimura
Kokichi Kimura (木村 浩吉, Kimura Kokichi) est un footballeur japonais né le 12 juillet 1961.

## Palmarès de joueur
- Champion du Japon en 1989 et 1990
- Vice-champion du Japon en 1991
- Vainqueur de la Coupe du Japon en 1985, 1988, 1989 et 1991
- Finaliste de la Coupe du Japon en 1990
- Vainqueur de la Coupe de la Ligue japonaise en 1988, 1989 et 1990
- Finaliste de la Coupe de la Ligue japonaise en 1985 et 1986